# 主根

两种类型的植物根系统。左邊A植物的特点是有许多大小相似的根。相比之下，右邊B的植物就有一根主根，它還長出其他较小的根。

主根是指植物中位於中間位置且體積非常巨大的一個根，其他較小的根會從主根附近長出。許多植物的主根非常挺直而且非常粗，不過主根越往下也會逐渐变细，并且還會一直向下生长。 